# Provincia di Sivas
La provincia di Sivas è una delle province della Turchia.

## Distretti

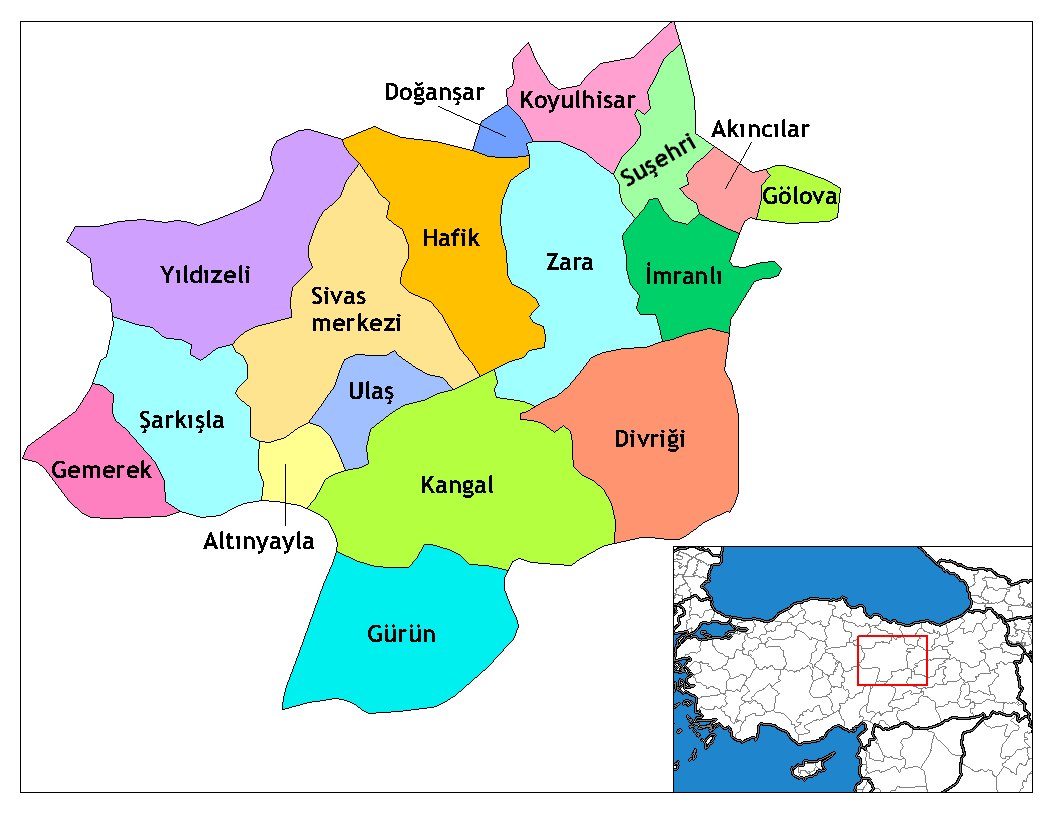
Distretti della provincia di Sivas

La provincia è divisa in 14 distretti:
| - Akıncılar - Altınyayla - Divriği - Doğanşar - Gemerek - Gölova - Gürün - Hafik - İmranlı | - Kangal - Koyulhisar - Şarkışla - Sivas - Suşehri - Ulaş - Yıldızeli - Zara |